# Clacson

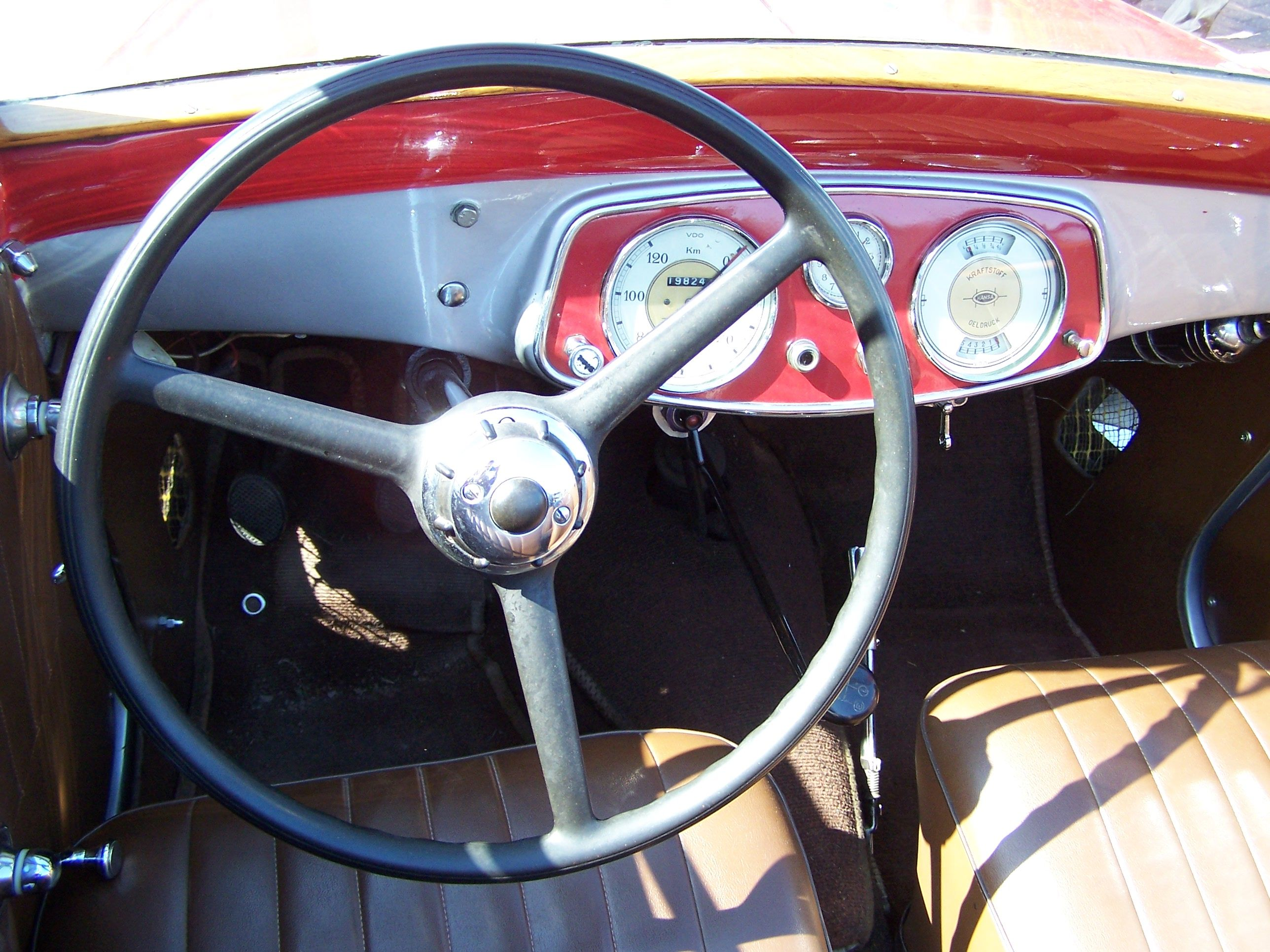
Il comando del dispositivo Klaxon posto nel centro del volante di una Hansa 1100 degli anni trenta.

Il clacson, ma anche segnalatore acustico o avvisatore acustico, è un dispositivo elettromeccanico di segnalazione acustica per mezzi di trasporto.

## Storia
Registrato nel 1908 dall'inventore statunitense Miller Reese Hutchison, il brevetto del dispositivo venne rilevato dall'azienda Klaxon di Newark che incominciò a commercializzarlo nel 1914. 
Nella sua prima versione, il clacson consiste in un congegno azionato da un piccolo motore elettrico che muove una camma dentata agente su un diaframma metallico, così producendo il tipico suono che può essere onomatopeicamente reso con la parola "HA-UU-HA".

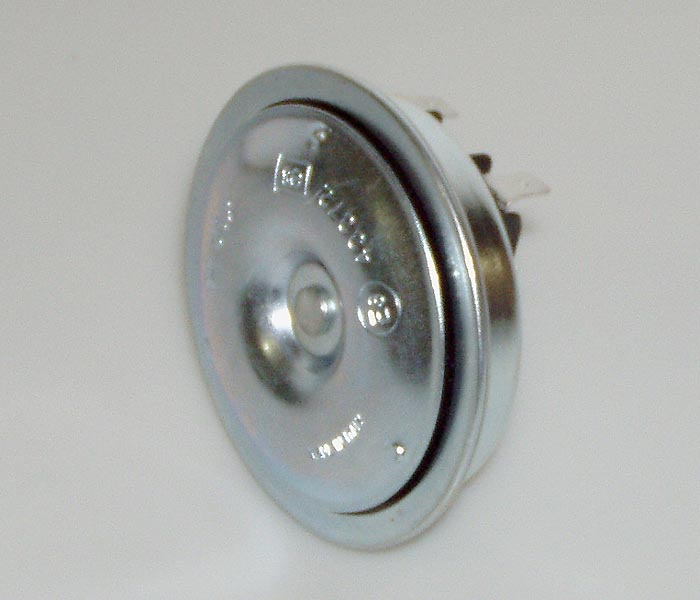
Segnalatore acustico elettrico da auto

Nell'arco di un breve periodo, anche considerata la sospensione della produzione automobilistica (1914 - 1918) causata dalla "grande guerra", venne adottato dalle principali aziende automobilistiche, in sostituzione dei precedenti avvisatori acustici, per lo più costituiti da trombe a pera, campane e sirene. 
Si stima che alla fine degli anni venti, la Klaxon fornisse il suo dispositivo al 90% delle case automobilistiche statunitensi e al 75% di quelle europee. 
Dall'italianizzazione del nome aziendale "Klaxon", a partire dal 1923, cominciò a comparire sulla stampa la parola "clacson" che ebbe subitanea diffusione per indicare il comando di azionamento del dispositivo di segnalazione acustica dei veicoli, specialmente delle autovetture, e anche quale sinonimo del dispositivo stesso. Da questa deriva il verbo clacsonare che significa appunto: "suonare il clacson".
L'omologazione e l'obbligo di tale dispositivo avvenne con tempi differenti e gli ultimi veicoli con obbligo di adozione sono quelli a due e tre ruote a partire dal 1994, allo stesso tempo il limite minimo di rumorosità o intensità sonora è differente a seconda del tipo di veicolo e funzione, e deve essere rilevato ad una determinata distanza e posizione dal mezzo.

## Tipologia
Il clacson può essere:
- A trombetta, caratterizzato da una piccola tromba alimentata da un piccolo polmone in gomma
- A sbattimento, modello tipico per i piccoli campanellini delle biciclette, dove il suono viene generato dal contatto tra due pezzi di metallo

Il clacson può essere azionato:
- Manualmente, il suono viene generato solo tramite un'azione manuale sul dispositivo stesso
- Elettricamente, si ha un motorino elettrico o un'altra macchina elettrica per la generazione del suono.